# Árva János
Árva János, névváltozat: Horváth János (Gyoma, 1923. augusztus 9. – Budapest, 1993. július 13.) Jászai Mari-díjas magyar színész.

## Életpályája
1947-ben szerezte diplomáját a Színművészeti Főiskolán. Ugyanitt színészmesterséget és beszédtechnikát tanított 1952–54-ben. Ezután a Nemzeti Színházhoz került, majd 1954-től az Állami Déryné Színház tagja lett. 1959-től 1980-ig a Madách Színházban szerepelt. Vendégként fellépett az Irodalmi Színpadon, a Körszínházban, a Pécsi Nemzeti Színházban, a Fővárosi Operettszínházban és a Bartók Színházban.  1980-tól a Népszínház–Várszínházban játszott, 1982-ben a Nemzeti Színház művésze lett. Fiatal korában hősöket alakított, később epizódszerepekben láthatta a közönség.

## Díjak, elismerések
- Jászai Mari-díj (1958)

## Fontosabb színházi szerepei
- William Shakespeare: A vihar... Sebastian, Alonso öccse; Antonio, Prospero öccse
- William Shakespeare: Hamlet... Laertes, Rosencrantz
- William Shakespeare: Romeo és Júlia... Romeo; Montague
- William Shakespeare: Sok hűhó semmiért... Boracchio
- William Shakespeare: Ahogy tetszik.. Frigyes
- William Shakespeare: Téli rege... Camillo
- Molière: A fösvény... Valér
- Molière: A kényeskedők... Vicomte Jodelet
- Szophoklész: Oidipusz király... Első hírnök
- Szophoklész: Antigoné... Első hírnök
- Georg Büchner: Danton halála... Robespierre
- Friedrich Schiller: Ármány és szerelem... Ferdinand; von Walter, kancellár
- Alfred de Musset: Lorenzaccio... Alexander Medici
- Victor Hugo: A királyasszony lovagja... Camporeal gróf
- Alekszandr Szergejevics Gribojedov: Az ész bajjal jár... Petruska
- Makszim Gorkij: Jegor Bulicsov és a többiek... Propotej
- Makszim Gorkij: Vássza Zseleznova... Melnyikov, a bíró
- Lope de Vega: A hős falu... Fernánd Gómez de Guzmán
- Bertolt Brecht: Kurázsi mama ... Zsoldosvezér
- George Bernard Shaw: Szent Johanna... D'Estivet kanonok
- Gerhart Hauptmann: Naplemente előtt... Geiger professor
- Madách Imre: Mózes... Fáraó
- Katona József: Bánk bán... Bánk bán
- Mikszáth Kálmán: A Noszty fiú esete Tóth Marival... Rupi Jóska, cigányprimás
- Móricz Zsigmond: Légy jó mindhalálig... Igazgató
- Illyés Gyula: Fáklyaláng... Vukovics Sebő
- Sarkadi Imre: Elveszett paradicsom... Jóska
- Sarkadi Imre: Oszlopos Simeon... Müller
- Hubay Miklós - Ránki György - Vas István: Egy szerelem három éjszakája... Henker Frigyes százados
- Vészi Endre: Varjú doktor... Feri, a doktorék sógora
- Tamási Áron: Csalóka szivárvány... Kund Ottó
- Csurka István: Döglött aknák... Orvos
- Illés Endre: Spanyol Izabella... Santángel márki

## Filmes és televíziós szerepei

### Játékfilmek
- A harag napja (1953) – Bányász II.
- Föltámadott a tenger 1-2. (1953) – Móga segédtiszt
- Fotó Háber (1963) – Fegyházigazgató
- Párbeszéd (1963)
- És akkor a pasas… (1966) – Mérnök I.
- Bekötött szemmel (1974) – Katona I.
- Pókháló (1974) – Müller, könyvvizsgáló
- Gyerekrablás a Palánk utcában (1985)

### Tévéfilmek, televíziós sorozatok
- A pékinas lámpása (1961) – Bíró II.
- Honfoglalás 1-2. (1963) – Hadifogoly II.
- Iván Iljics halála (1965) – Kártyás III.
- Budapesten harcoltak (1967)
- Egy óra múlva itt vagyok… (1971-televíziós sorozat) – Voronov (2 részben)
- Férfiak mesélik (1972)
- A labda (1973)
- III. Richárd (1973) – Norfolk herceg
- Embersirató (1975)
- II. Richárd (1975) – Bokros
- Kapupénz (1975)
- A szabadság katonái (1977-televíziós sorozat)
- A tizenhetedik nap (1977)
- Havannai kihallgatás (1977)
- Petőfi (1977-televíziós sorozat) (1. részben)
- Sir John Falstaff (1977) – Worcester
- Mire a levelek lehullanak… (1978)
- Zenés TV Színház: Hunyadi László (1978) – Cilley Ulrik kormányzó
- Angliai II. Edward élete (1979)

## Szinkronszerepei

### Filmek
| Év   | Cím                                       | Szereplő                                    | Színész               | Szinkron év |
| ---- | ----------------------------------------- | ------------------------------------------- | --------------------- | ----------- |
| 1946 | Hősök hajója                              | Sztyepan Ivanovics Bobiljev, rangidős tiszt | Nyikolaj Csapligin    | 1949        |
| 1947 | Átkozottak                                | ?                                           | ?                     | 1962        |
| 1949 | A feledés útján                           | Giuseppe, Marta férje                       | Andrea Checchi        | 1962        |
| 1952 | Pickwick Klub                             | N/A                                         | N/A                   | 1965        |
| 1956 | Fényes esküvő                             | Ralph Hallorane                             | Rod Taylor            | 1959        |
| 1957 | Éljen a vakáció!                          | N/A                                         | N/A                   | 1963        |
| 1957 | Tizenkét dühös ember (1. magyar szinkron) | Második esküdt                              | John Fiedler          | 1959        |
| 1958 | A megbilincseltek (1. magyar szinkron)    | Frank Gibbons százados                      | Charles McGraw        | 1966        |
| 1958 | Feltámadás                                | Nyehljudov                                  | Horst Buchholz        | 1961        |
| 1960 | Rocco és fivérei (1. magyar szinkron)     | Alfredo, Ginetta bátyja                     | Renato Terra          | 1961        |
| 1960 | Üveghegy                                  | Anastazy Wolek                              | Ludwik Pak            | 1963        |
| 1961 | Két élet                                  | Kirill Borozgyin                            | Vlagyimir Druzsnyikov | 1961        |
| 1962 | Társtalanul                               | Cimler, Marta apja                          | Václav Lohniský       | 1963        |
| 1963 | A törvény balkeze (1. magyar szinkron)    | N/A                                         | N/A                   | 1964        |
| 1963 | Ivána és a futball (1. magyar szinkron)   | Az edző                                     | Vladimír Hönig        | 1964        |
| 1963 | Kezek a város felett (1. magyar szinkron) | N/A                                         | N/A                   | 1964        |
| 1963 | Szemet szemért (2. magyar szinkron)       | N/A                                         | N/A                   | 1979        |
| 1967 | Kémek randevúja                           | N/A                                         | N/A                   | 1969        |
| 1969 | Fehér farkasok                            | N/A                                         | N/A                   |             |
| 1971 | Sátáni ötlet (1. magyar szinkron)         | Jean-Marie Patinet „Jean-Jean”              | Jacques Canselier     | 1971        |
| 1974 | Rendet csinálok Amerikában és visszatérek | Vanda férje                                 | Fernando Cerulli      | 1975        |

### Sorozatok
| Év   | Cím                  | Szereplő            | Színész             | Szinkron év |
| ---- | -------------------- | ------------------- | ------------------- | ----------- |
| 1967 | A Forsyte Saga       | Lord Charles Ferrar | Basil Dignam        | 1970        |
| 1967 | Vidocq               | Mouchard            | Jean Gras           | 1968        |
| 1973 | Az utolsó ellenőrzés | Marin               | Georgi Georgiev-Gec | 1975        |
| 1973 | Vivát, Benyovszky!   | Mallandre           | Ivan Rajniak        | 1975        |